# Fox Glacier (ville)
La ville de Fox Glacier/Weheka est une localité de l’Île du Sud de la Nouvelle-Zélande.

## Situation
Elle est localisée à 6 km de distance du glacier Fox et fait fonction essentiellement de centre de service pour les touristes qui se rendent au pied du glacier, bien qu’il y ait aussi des fonctionnalités disponibles au niveau des fermes locales, qui avaient été développées directement au pied du glacier dans les années 1990.
La baie de Bruce Bay (en) est à 46 km au sud-ouest de la commune de Franz Josef qui est à 23 km au nord-est de la ville de Fox Glacier.

## Histoire
Le tourisme s’est développé ici dès la fin des années 1920.
Le centre-ville de  Fox Glacier a été fondé dans les années 1866 à la suite de l’ouverture d’un hôtel.
La route State Highway 6/S H 6 traverse la ville, .

## Population
La population de la ville était de 375 habitants lors du  recensement de 2006 en Nouvelle-Zélande, en augmentation de 117 personnes  par rapport à 2001.

## Éducation
L’école de Fox Glacier/Weheka est une école primaire mixte pour des enfants allant de l’année 1 à 8, avec un taux de décile de 8 et un effectif de 17 élèves. L’école ouvrit en 1877.